# Irish League 1981-1982
L'Irish League 1981-1982 è stata la 81ª edizione della prima divisione del campionato nordirlandese di calcio.
Il campionato era formato da dodici squadre e il Linfield vinse il titolo. Non vi furono retrocessioni.

## Classifica finale
| Pos. | Squadra          | G  | V  | N | P  | GF | GS | Punti |
| ---- | ---------------- | -- | -- | - | -- | -- | -- | ----- |
| 1    | Linfield         | 22 | 17 | 3 | 2  | 59 | 19 | 37    |
| 2    | Glentoran        | 22 | 16 | 1 | 5  | 61 | 22 | 33    |
| 3    | Coleraine        | 22 | 14 | 3 | 5  | 63 | 31 | 31    |
| 4    | Crusaders        | 22 | 11 | 4 | 7  | 36 | 31 | 26    |
| 5    | Cliftonville     | 22 | 9  | 6 | 7  | 33 | 28 | 24    |
| 6    | Portadown        | 22 | 11 | 2 | 9  | 29 | 29 | 24    |
| 7    | Ballymena United | 22 | 6  | 8 | 8  | 25 | 30 | 20    |
| 8    | Distillery       | 22 | 7  | 4 | 11 | 30 | 44 | 18    |
| 9    | Glenavon         | 22 | 4  | 7 | 11 | 30 | 52 | 15    |
| 10   | Ards             | 22 | 5  | 4 | 13 | 18 | 47 | 14    |
| 11   | Larne            | 22 | 5  | 3 | 14 | 27 | 42 | 13    |
| 12   | Bangor           | 22 | 3  | 3 | 16 | 20 | 56 | 9     |

G = Partite giocate; V = Vittorie; N = Nulle/Pareggi; P = Perse; GF = Goal fatti; GS = Goal subiti; 